# Mere (Flandern)
Mere ist eine Teilgemeinde von Erpe-Mere an der Molenbeek-Ter Erpenbeek in der Denderstreek in der Region Flandern. Sie liegt im Südosten der Provinz Ostflandern und gehört zum Arrondissement Aalst. Die Teilgemeinde wird begrenzt von den Teilgemeinden Erpe, Ottergem, Bambrugge und Aaigem und den Gemeindegebieten von Haaltert (Teilgemeinde Haaltert) und Aalst (Teilgemeinde Nieuwerkerken). Mere hat 5033 Einwohner (1. Januar 2003) und eine Fläche von 5,77 km². Die Bevölkerungsdichte beträgt 873 Einw./km².

## Geschichte
In der Jeruzalemstraat (eine Straße) an der gegenüberliegenden Seite der Windmühle sind Überreste einer römischen Villa gefunden worden (auf dem Hügel gegenüber der Merelputstraat). Mere wurde 1003 in einem Dokument als Meren erwähnt. Vielleicht kommt der Name von den zahlreichen Sümpfen (Meren in Niederländisch) in der Nähe des Dorfes. Zu Beginn des 19. Jahrhunderts hatte das Dorf 1874 Einwohner und zum Ende des 19. Jahrhunderts hatte es 2942 Einwohner. Damals gab es eine Windmühle, drei Wassermühlen und eine Fabrik, die 1000 Menschen Arbeit gab. Jährlich gingen rund 300 Menschen nach Frankreich, um als Saisonarbeiter bei der Ernte zu helfen.

## Geografie
Der höchste Punkt der Teilgemeinde Mere befindet sich auf dem 68 Meter hohen Gotegemberg. In der  Diepestraat (eine Straße) neben der Windmühle wurden die Zähne von verschiedenen Meeresfischen, darunter Haien, gefunden. Sie zeigen, dass sich in der Vorgeschichte das Land auf dem Boden eines Meers befand.

## Sehenswürdigkeiten
- Die De Graevesmolen ist eine oberschlächtige Wassermühle und steht in der Bosstraat 25. Es ist eine Kornmühle und Ölmühle. Die Mühle steht unter Denkmalschutz (Rijksmonument): [1]
- Die Gotegemmolen ist eine oberschlächtige Wassermühle und steht in der Gotegemstraat 1. Es ist eine Kornmühle und steht unter Denkmalschutz: [2]
- Die Kruiskoutermolen oder Jezuïtenmolen (auch Molen Van Der Haegen genannt) ist eine Bockwindmühle mit einem offenen Bockstuhl und steht in der Schoolstraat. Es ist eine Kornmühle und steht ebenfalls unter Denkmalschutz: [3]
- Die Molen te Broeck oder  't Hof Schuurke ist eine oberschlächtige Wassermühle und steht in Wilgendries 6. Es ist eine Kornmühle und steht unter Denkmalschutz: [4]
- In Mere steht die Sint-Baafskirche. Mere gehört zum Dekanat von Lede.

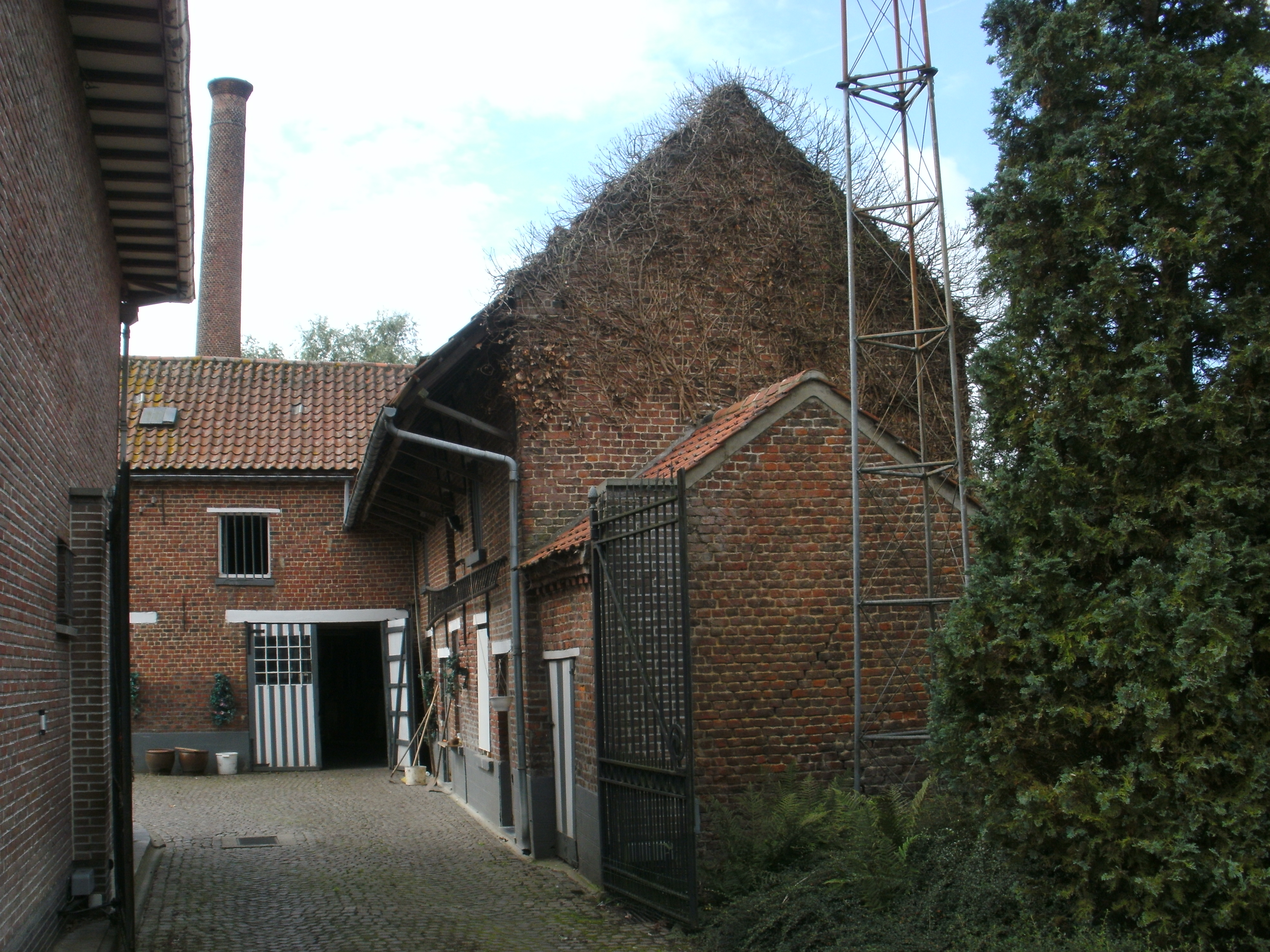
Vorderansicht der De Graevesmolen in Mere
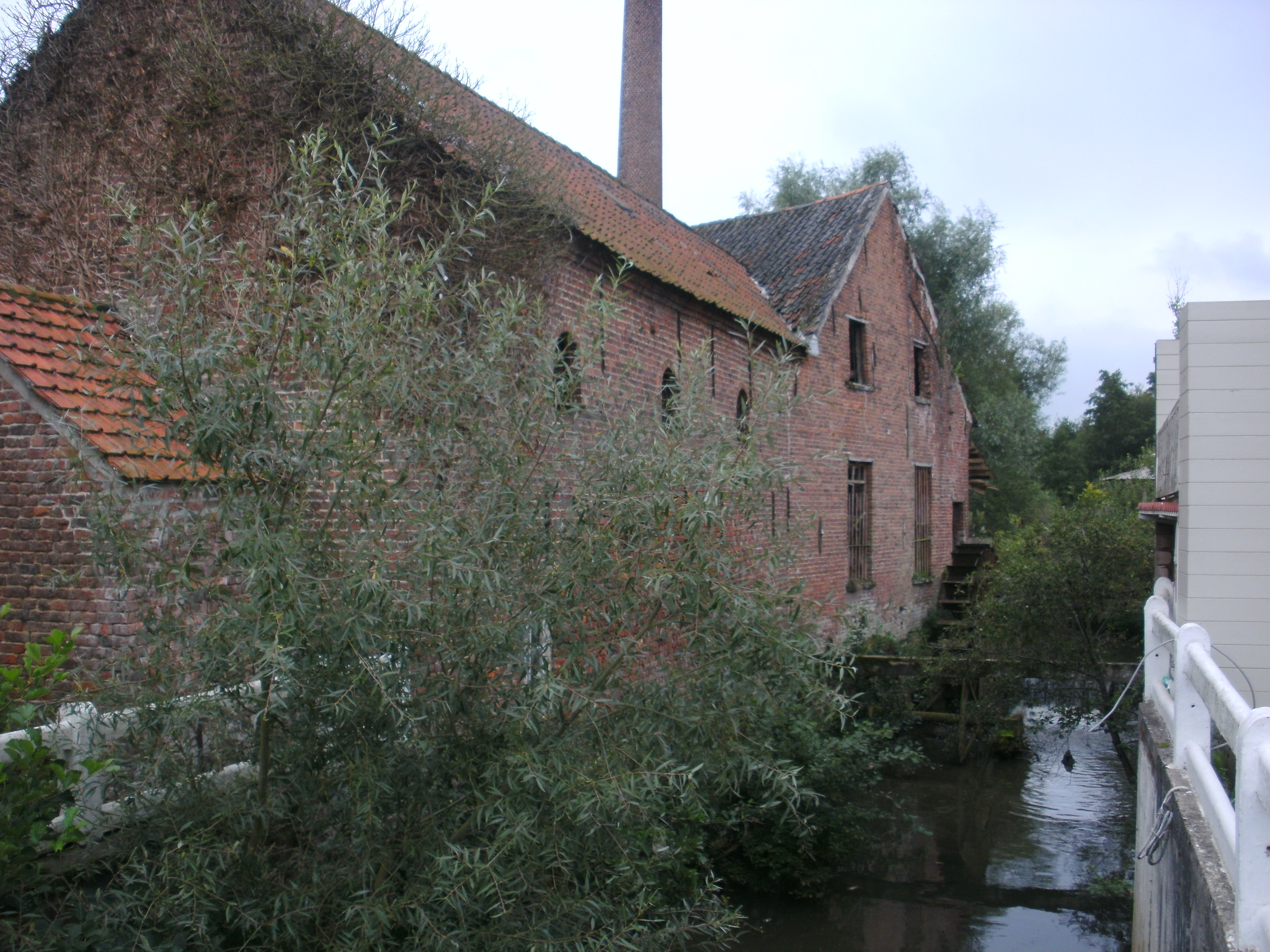
Seitenansicht der De Graevesmolen in Mere
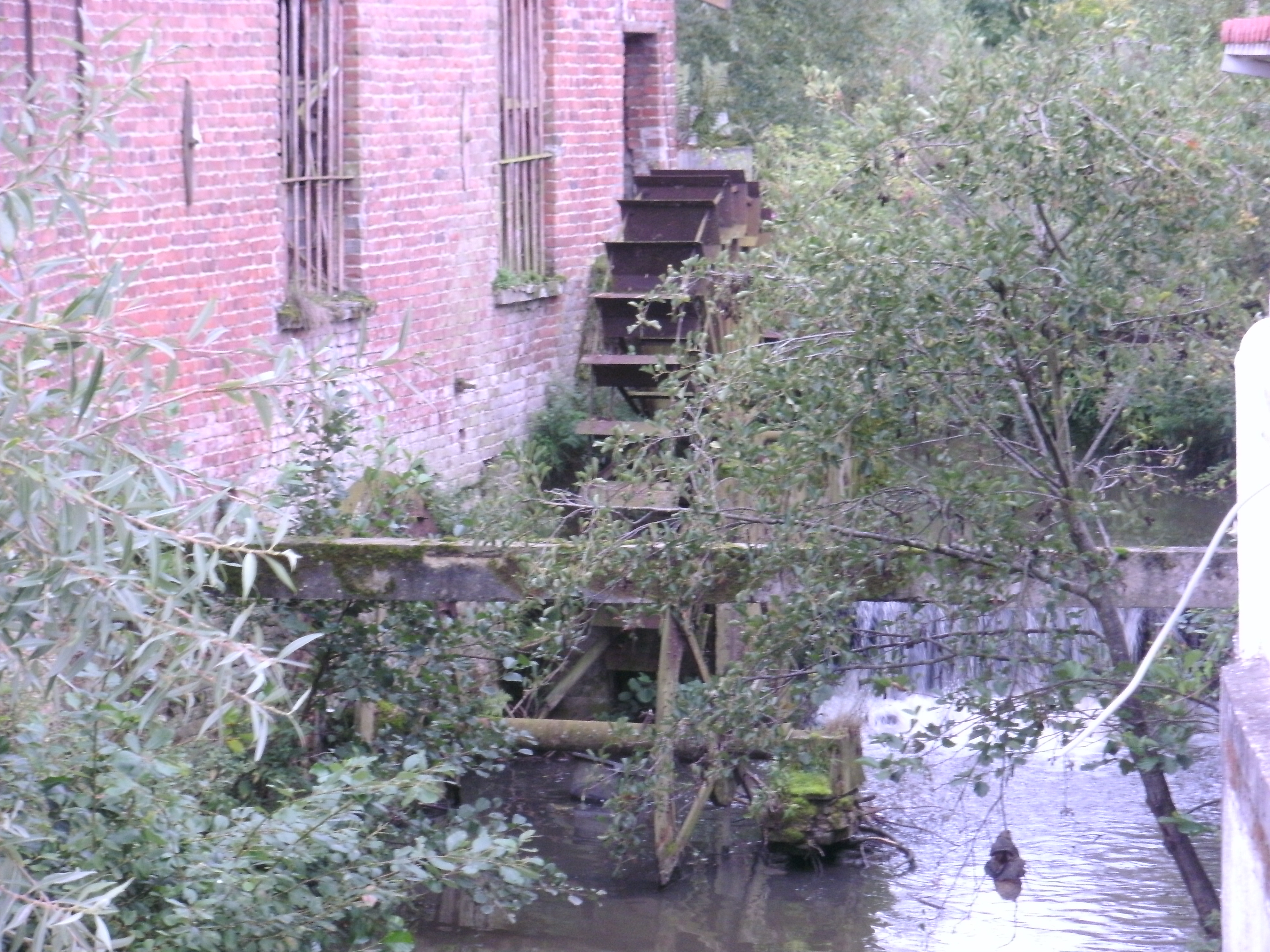
Wasserrad der De Graevesmolen in Mere
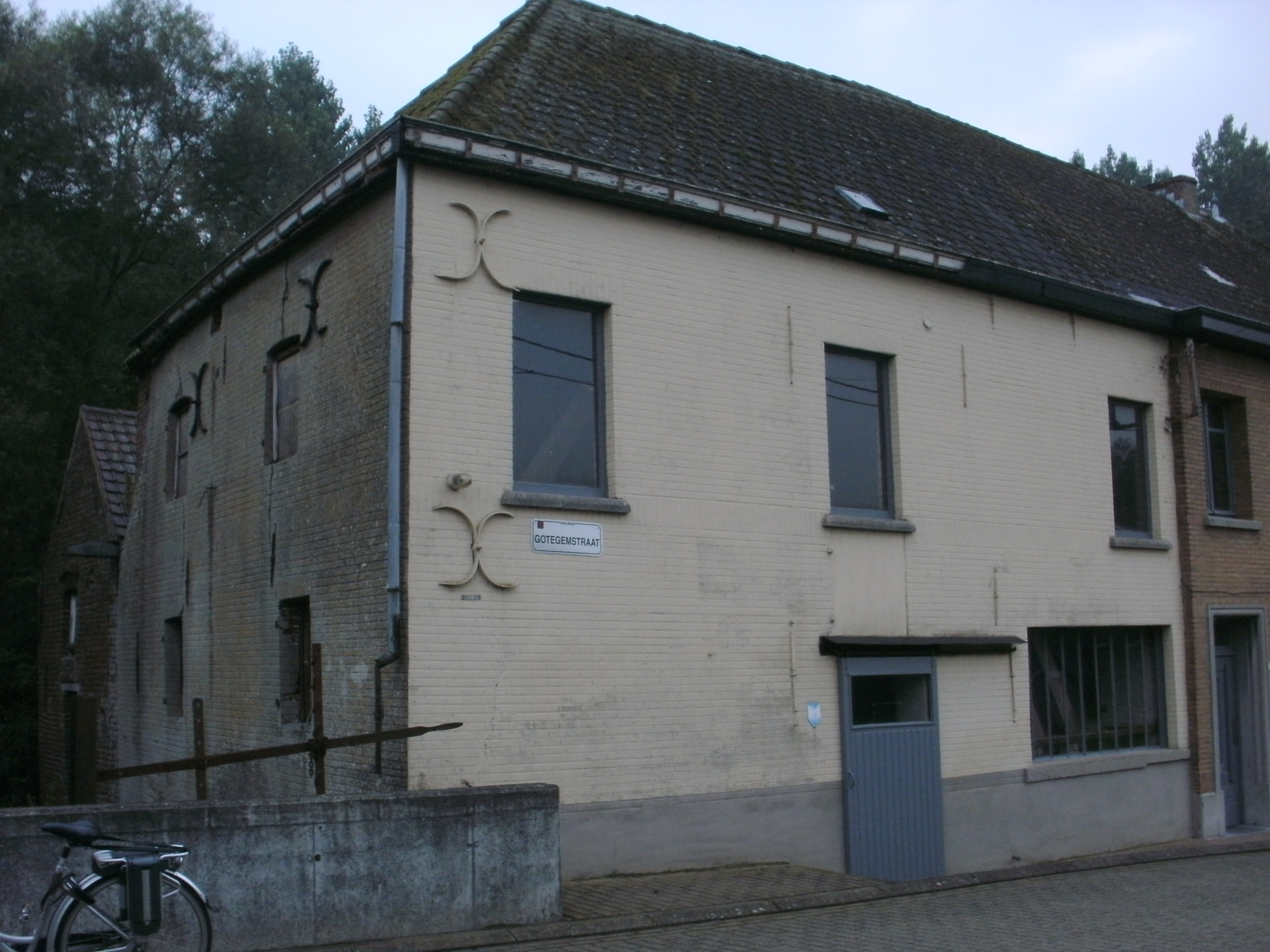
Gotegemmolen in Mere
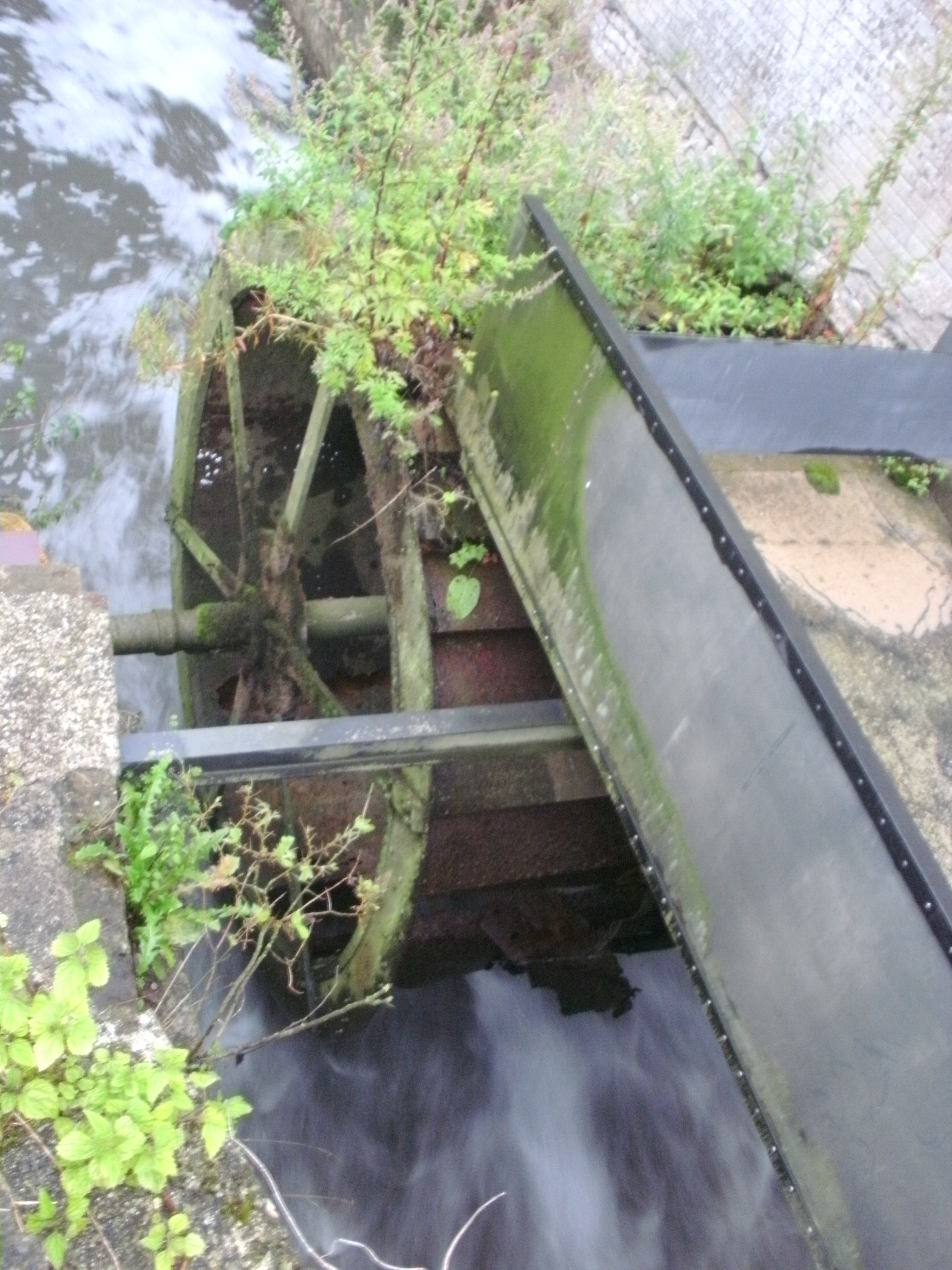
Wasserrad der Gotegemmolen in Mere
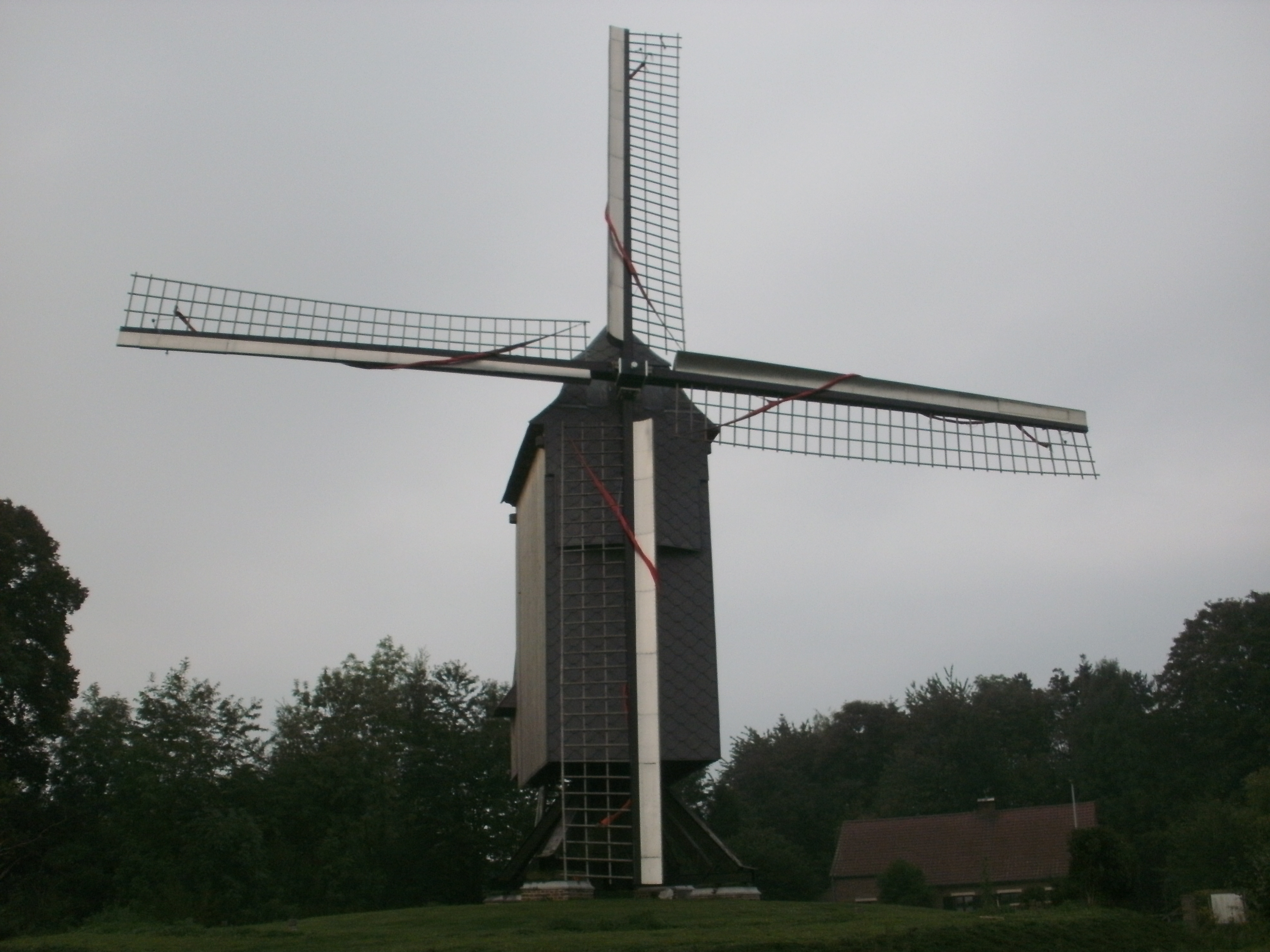
Kruiskoutermolen in Mere
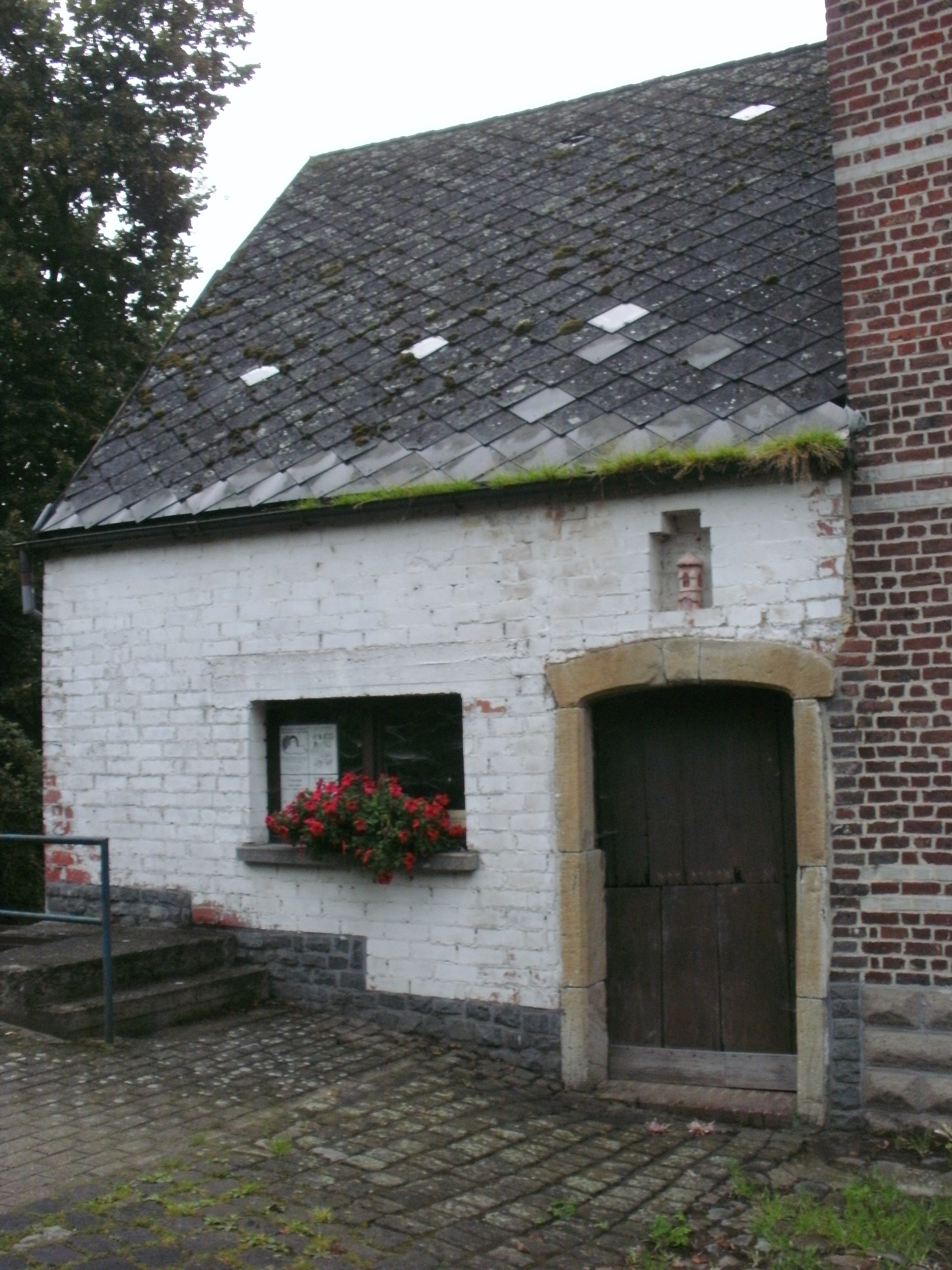
Molen te Broeck in Mere
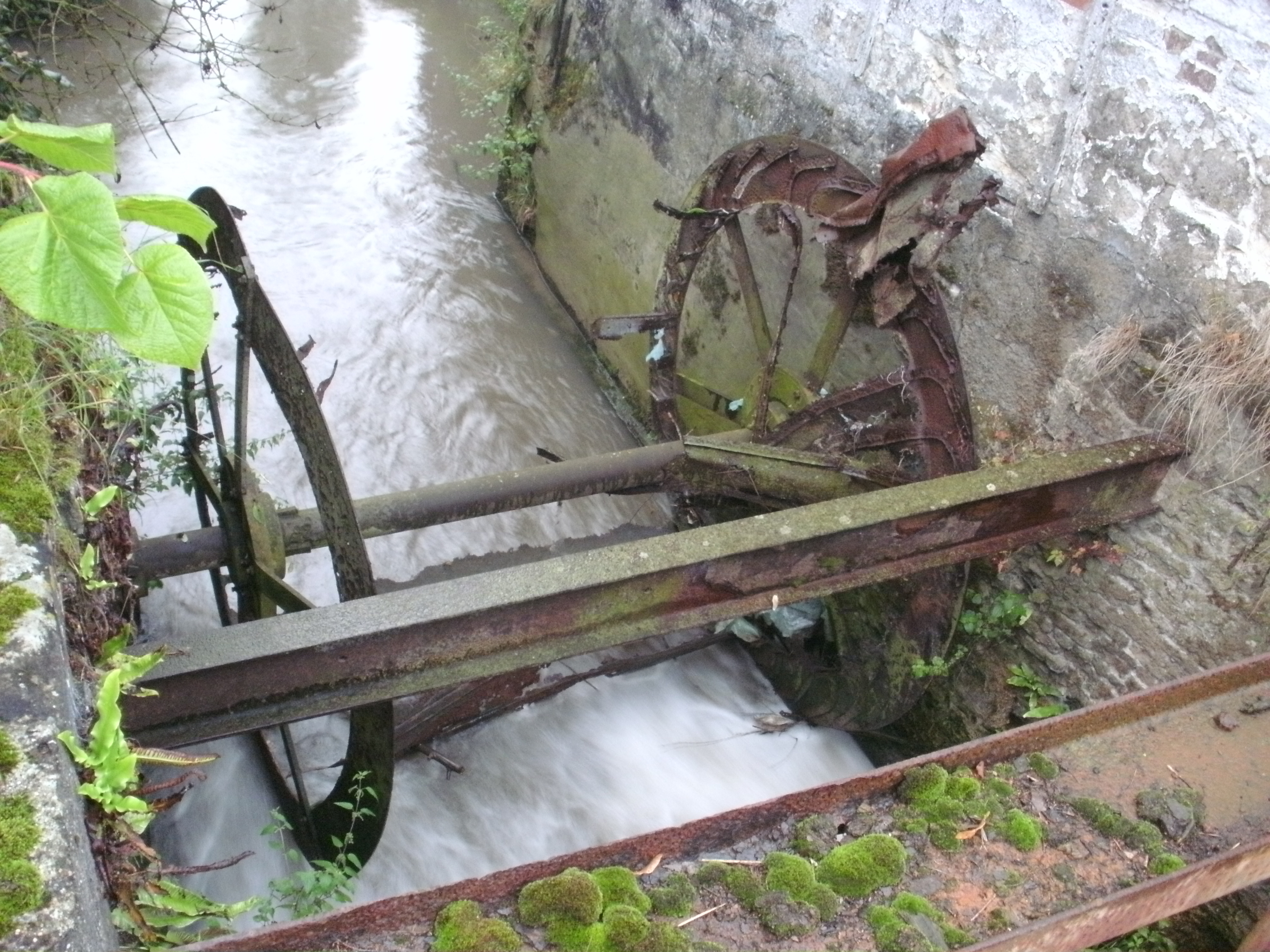
Wasserrad der Molen te Broeck in Mere
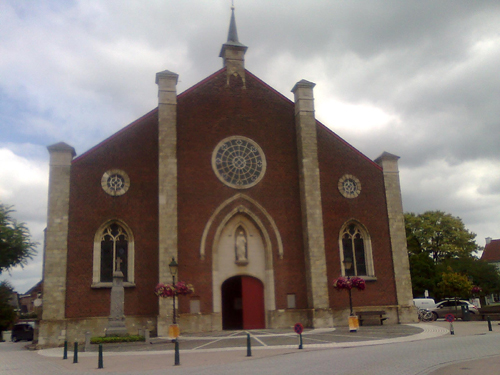
Die Kirche von Mere, Vorderansicht
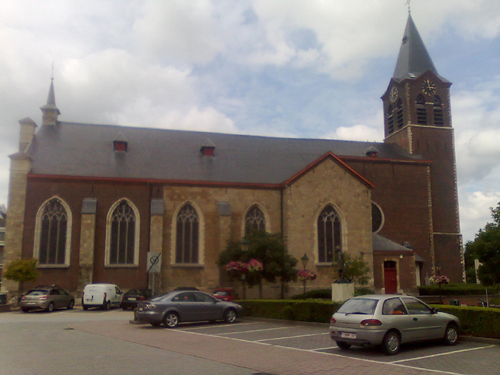
Die Kirche von Mere, Seitenansicht
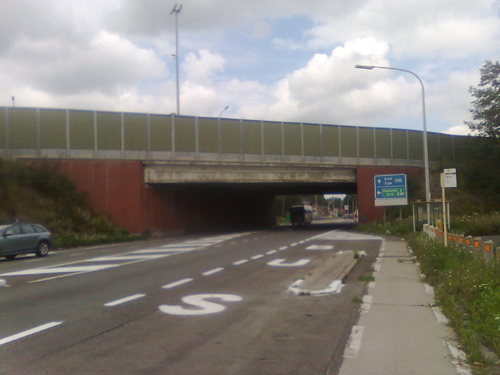
Die Autobahnbrücke (E40) von Mere über den Oudenaardsesteenweg

## Sport
In Mere spielt der Fußballverein FC Mere, der derzeit (2012) in der vierten Provinzial der Provinz Ostflandern aktiv ist.

## Tourismus
Durch Mere verläuft die Molenbeekroute. Die Molenbeekroute ist eine Fahrradroute, bekannt vor allem sind die Mühlen der Gemeinde Erpe-Mere und zwei Bäche, die beide den Namen Molenbeek (Mühlenbach) tragen.

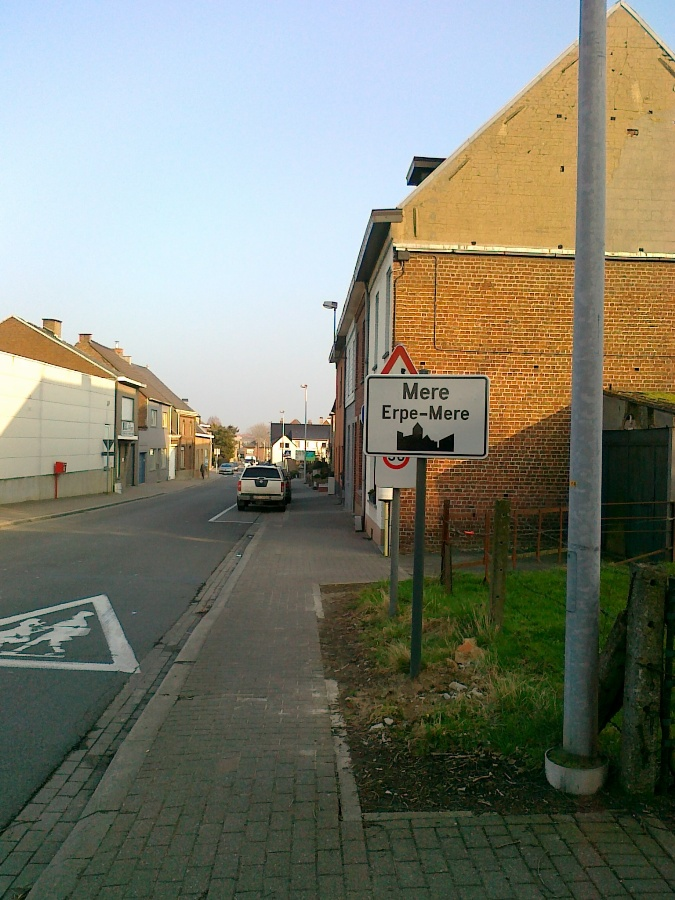
Beginn einer geschlossenen Ortschaft in Mere
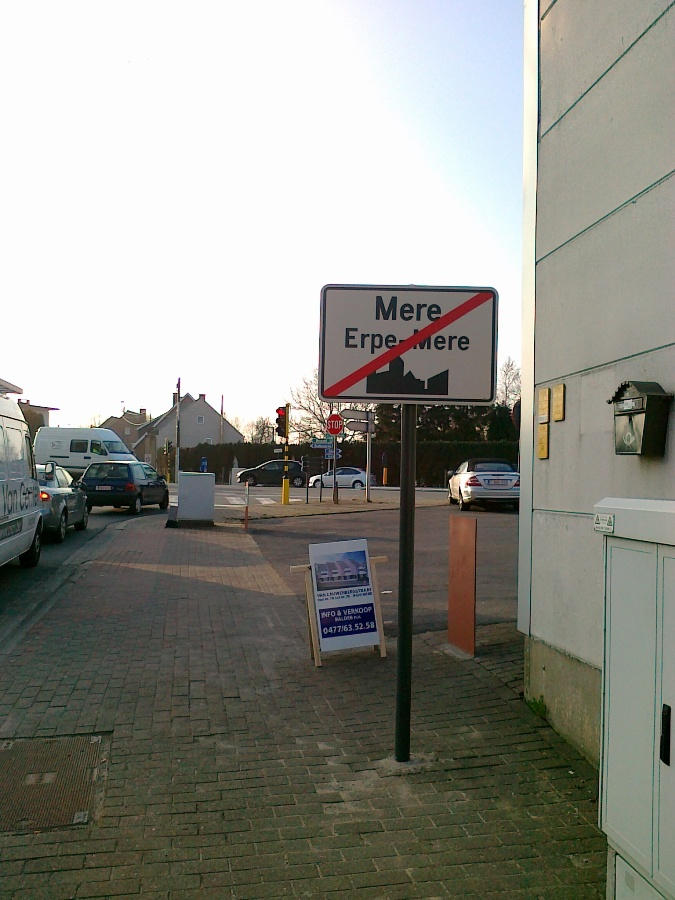
Ende einer geschlossenen Ortschaft in Mere